# Heteromastax cuneata
Heteromastax cuneata is een rechtvleugelig insect uit de familie Episactidae. De wetenschappelijke naam van deze soort is voor het eerst geldig gepubliceerd in 1965 door Descamps.